# Liste der österreichischen Meister im Skispringen

Logo des Österreichischen Skiverbands

Die Liste der österreichischen Meister im Skispringen listet alle Sieger sowie ab 1968 zusätzlich alle Zweit- und Drittplatzierten im Skispringen bei den österreichischen Meisterschaften im Skispringen seit 1907 auf.

## Wettbewerbe
Die Wettbewerbe der Herren wurden zuerst nur auf Normalschanzen ausgetragen, bis 1978 ihre Erweiterung mit einem Wettkampf auf der Großschanze erfolgte. Im Damenbereich wurde ab 2000 auf der Normalschanze sowie 2001 und 2002 auf der Großschanze gesprungen. Im Jahr 2011 fanden erstmals Mannschaftswettbewerbe auf der Normalschanze statt.

### Erwähnenswertes
- 1947: Der Bewerb war ein Nachtspringen – erstmals war dies in Österreich der Fall.
- 1948: Der Spezialsprunglauf war als Abschlussbewerb am 22. Februar anberaumt, musste aber nach einigen Springern wegen eines Föhnsturms abgebrochen werden. Vorerst erfolgte eine Verschiebung auf Montag, 23. Februar, doch auch an diesem Tag herrschte der Wind. Letztlich wurde der Nachtrag am 7. März durchgeführt, wobei die Gasteiner Bevölkerung mit Tragkörben und Fuhrwerken den Schnee zur Schanze brachte (Quellen: siehe bitte Fußnoten in der Auflistung).
- 1977: Bei diesem Bewerb stürzte Toni Innauer im ersten Durchgang im Anlauf; er durfte den Sprung wiederholen.[1]

### Herren

#### Normalschanze
| Jahr | Austragungsort/Skisprungschanze                    | Meister                                               | Vize                                                  | Dritter                                               |
| ---- | -------------------------------------------------- | ----------------------------------------------------- | ----------------------------------------------------- | ----------------------------------------------------- |
| 1907 | Kitzbühel                                          | Bruno Biehler (A.S.C. München)                        | Rudolf Biehler (A.S.C. Freiburg)                      | Erwin Fußenegger (VVS Vorarlberg)                     |
| 1908 | Zell am See                                        | Bruno Biehler (A.S.C. München)                        | Fritz Miller (SK Innsbruck)                           | Gustav Jahn (ÖWSC Wien)                               |
| 1909 | Mürzzuschlag, Ganzsteinschanze                     | Oskar Blich (Münchner Ski-Klub)                       | Josef Filzer (WSV Kitzbühel)                          | Richard Baumgartner (VSS Graz)                        |
| 1910 | Spindelmühle, Klausengrundschanze                  | Franz Buchberger (SSLV Rübezahl Rennerbauden)         | Oskar Blich (Leipziger Ski-Club)                      | Rudolf Hollmann (WSV Spindelmühle)                    |
| 1911 | Mitterndorf                                        | Max Rucker Heinrich Rüdiger (VSS Graz)                | Andreas Sattler (TV 1860 München)                     | Josef Obereder (VSS Graz)                             |
| 1912 | Bödele                                             | Lauritz Bergendahl (Christiania)                      | Thorleif Knudsen (ASC Freiburg)                       | Johann Schult (SC Schliersee)                         |
| 1913 | Bad Aussee                                         | Ernst W. Baader (SC Schwarzwald)                      | Josef Bildstein (ÖWSC Wien)                           | Werner Scharschmied (SC Arlberg)                      |
| 1914 | Kitzbühel, Schattbergschanze                       | Oliver Perry-Smith (SC Reifträger Schreiberhau)       | Thorleif Aas (Norsk Skiclub München)                  | Andreas Sattler (MTV München 1879)                    |
| 1921 | St. Johann im Pongau                               | ?                                                     | ?                                                     | ?                                                     |
| 1922 | Semmering, Liechtensteinschanze                    | Max Deutsch (SC Badgastein)                           | Hans Rivrud (Münchner SV)                             | H. Schuler (SC Arlberg)                               |
| 1923 | Bad Hofgastein, Bilgeri-Schanze                    | Hans Mayringer (ÖWSC Wien)                            | Heinrich Hinterauer (SK Salzburg)                     | Peter Radacher (WSV Hofgastein)                       |
| 1924 | Villach                                            | Vinzenz Buchberger HDW (WSV Spindlermühle)            | Siegfried Amanshauser (SK Salzburg)                   | Max Deutsch (SC Badgastein)                           |
| 1925 | ?                                                  | Adolf Putz                                            | ?                                                     | ?                                                     |
| 1926 | ?                                                  | Karl Strahal                                          | ?                                                     | ?                                                     |
| 1927 | ?                                                  | Walter Glaß                                           | ?                                                     | ?                                                     |
| 1928 | ?                                                  | Max Bader                                             | ?                                                     | ?                                                     |
| 1930 | Kitzbühel                                          | Hellmut Lantschner                                    | ?                                                     | ?                                                     |
| 1931 | ?                                                  | Hannes Schroll                                        | ?                                                     | ?                                                     |
| 1932 | ?                                                  | Karl Cordin                                           | ?                                                     | ?                                                     |
| 1934 | ?                                                  | Josef Gumpold                                         | ?                                                     | ?                                                     |
| 1935 | ?                                                  | Rudolf Hrabie                                         | ?                                                     | ?                                                     |
| 1936 | ?                                                  | Georg Gainschnigg                                     | ?                                                     | ?                                                     |
| 1947 | Tschagguns                                         | Josef Bradl                                           | Anton Wieser                                          | Walter Reinhardt                                      |
| 1948 | Bad Hofgastein                                     | Josef Bradl                                           | Gregor Höll                                           | Walter Reinhardt                                      |
| 1949 | Villach                                            | Paul Außerleitner                                     | Anton Wieser (Mühlbach am Hochkönig)                  | Walter Reinhardt (Bischofshofen)                      |
| 1950 | Bad Aussee (Bildstein-Schanze am 12. Februar 1950) | Rudolf Dietrich                                       | Grömer (Salzburg)                                     | Anton Wieser                                          |
| 1951 | Windischgarsten                                    | Josef Bradl                                           | Walter Steinegger                                     | Hans Eder                                             |
| 1952 | Semmering (Liechtenstein-Schanze)                  | Josef Bradl                                           | Alois Leodolter                                       | Rudolf Dietrich                                       |
| 1953 | Bergiselschanze Innsbruck                          | Josef Bradl                                           | Rudolf Dietrich                                       | Albin Plank                                           |
| 1954 | Hofgastein                                         | Josef Bradl                                           | Rudolf Dietrich                                       | Kerber                                                |
| 1955 | Semmering                                          | Walter Habersatter                                    | Josef Bradl                                           | Albin Plank                                           |
| 1956 | Lienz                                              | Josef Bradl                                           | Walter Habersatter                                    | Walter Steinegger                                     |
| 1957 | Dornbirn (Bödenle)                                 | Peter Müller                                          | Walter Steinegger                                     | Willi Egger                                           |
| 1958 | Aflenz                                             | Otto Leodolter                                        | Walter Habersatter                                    | Walter Steinegger                                     |
| 1959 | Wörgl                                              | Otto Leodolter                                        | Walter Habersatter                                    | Willi Egger                                           |
| 1960 | Saalfelden                                         | Willi Egger                                           | Albin Plank                                           | Otto Leodolter                                        |
| 1961 | Lienz                                              | Otto Leodolter                                        | Walter Habersatter                                    | Peter Müller                                          |
| 1962 | Bad Goisern                                        | Otto Leodolter                                        | Peter Müller                                          | Willi Egger                                           |
| 1963 | Murau                                              | Willi Egger                                           | Waldemar Heigenhauser                                 | Baldur Preiml                                         |
| 1964 | Feldkirchen in Kärnten                             | Baldur Preiml                                         | Sepp Lichtenegger                                     | Waldemar Heigenhauser                                 |
| 1965 | Breitenwang                                        | Baldur Preiml                                         | Waldemar Heigenhauser                                 | Reinhold Bachler                                      |
| 1966 | Villach                                            | Sepp Lichtenegger                                     | Reinhold Bachler                                      | Willy Schuster                                        |
| 1967 | Gosau                                              | Sepp Lichtenegger                                     | Reinhold Bachler                                      | Max Golser                                            |
| 1968 | Semmering                                          | Sepp Lichtenegger                                     | Reinhold Bachler                                      | Baldur Preiml                                         |
| 1969 | Schwarzach                                         | Ernst Kröll                                           | Willy Schuster                                        | Sepp Lichtenegger                                     |
| 1970 | Bad Aussee                                         | Sepp Lichtenegger                                     | Ernst Kröll                                           | Reinhold Bachler                                      |
| 1971 | Andelsbuch                                         | Reinhold Bachler                                      | Max Golser                                            | Ernst Kröll                                           |
| 1972 | Feldkirchen                                        | Hans Millonig                                         | Hans Wallner                                          | Karl Schnabl                                          |
| 1973 | Seefeld in Tirol                                   | Sepp Lichtenegger                                     | Rudolf Wanner                                         | Reinhold Bachler                                      |
| 1974 | Feldkirchen                                        | Willi Pürstl                                          | Alfred Pungg                                          | Edi Federer                                           |
| 1975 | Andelsbuch                                         | Edi Federer                                           | Karl Schnabl                                          | Reinhold Bachler                                      |
| 1976 | Bad Goisern                                        | Karl Schnabl                                          | Hans Wallner                                          | Rudolf Wanner                                         |
| 1977 | Schwarzach                                         | Karl Schnabl                                          | Alfred Pungg                                          | Claus Tuchscherer                                     |
| 1978 | Wörgl                                              | Alois Lipburger                                       | Claus Tuchscherer                                     | Karl Schnabl                                          |
| 1979 | Andelsbuch                                         | Willi Pürstl                                          | Hans Millonig                                         | Edi Federer                                           |
| 1980 | Villach                                            | Anton Innauer                                         | Alfred Groyer                                         | Claus Tuchscherer                                     |
| 1981 | Bad Goisern                                        | Alfred Groyer                                         | Armin Kogler                                          | Hubert Neuper                                         |
| 1982 | Absam                                              | Alfred Groyer                                         | Hans Wallner                                          | Armin Kogler                                          |
| 1983 | Admont-Hall                                        | Hubert Neuper                                         | Hans Wallner                                          | Armin Kogler                                          |
| 1984 | Feldkirchen                                        | Manfred Steiner                                       | Andreas Felder                                        | Alfred Groyer                                         |
| 1985 | Schwarzach/St. Veit                                | Raimund Resch                                         | Ernst Vettori                                         | Armin Kogler                                          |
| 1986 | Breitenwang                                        | Andreas Felder                                        | Ernst Vettori                                         | Raimund Resch                                         |
| 1987 | Saalfelden                                         | Ernst Vettori                                         | Andreas Felder                                        | Adolf Hirner                                          |
| 1988 | Murau                                              | Günther Stranner                                      | Werner Haim                                           | Andreas Rauschmeier                                   |
| 1989 | St. Aegyd                                          | Werner Haim                                           | Günther Stranner                                      | Franz Neuländtner                                     |
| 1990 | Kleinwalsertal                                     | Andreas Rauschmeier                                   | Klaus Huber                                           | Andreas Felder                                        |
| 1991 | ?                                                  | Andreas Rauschmeier                                   | Andreas Felder                                        | Stefan Horngacher                                     |
| 1992 | Villach                                            | Ernst Vettori                                         | Heinz Kuttin                                          | Alexander Pointner                                    |
| 1993 | Seefeld in Tirol                                   | Werner Rathmayr                                       | Andreas Goldberger                                    | Ernst Vettori                                         |
| 1994 | Villach                                            | Heinz Kuttin                                          | Andreas Goldberger                                    | Klaus Huber                                           |
| 1995 | Kein Wettbewerb auf der Normalschanze ausgetragen. | Kein Wettbewerb auf der Normalschanze ausgetragen.    | Kein Wettbewerb auf der Normalschanze ausgetragen.    | Kein Wettbewerb auf der Normalschanze ausgetragen.    |
| 1996 | Schwarzach                                         | Ingemar Mayr                                          | Martin Höllwarth                                      | Andreas Goldberger                                    |
| 1997 | Bad Goisern                                        | Andreas Goldberger                                    | Andreas Widhölzl                                      | Martin Höllwarth                                      |
| 1998 | Eisenerz                                           | Andreas Widhölzl                                      | Martin Höllwarth                                      | Mario Stecher                                         |
| 1999 | Saalfelden                                         | Martin Höllwarth                                      | Stefan Horngacher                                     | Reinhard Schwarzenberger                              |
| 2000 | Villach                                            | Andreas Widhölzl                                      | Andreas Goldberger                                    | Martin Höllwarth                                      |
| 2000 | Villach                                            | Andreas Goldberger                                    | Manuel Fettner                                        | Martin Koch                                           |
| 2002 | Ramsau                                             | Andreas Widhölzl                                      | Martin Höllwarth                                      | Wolfgang Loitzl                                       |
| 2003 | Villach                                            | Andreas Widhölzl                                      | Stefan Thurnbichler                                   | Martin Höllwarth                                      |
| 2004 | Ramsau                                             | Martin Höllwarth Christian Nagiller                   |                                                       | Thomas Morgenstern                                    |
| 2005 | Villach                                            | Thomas Morgenstern                                    | Martin Höllwarth                                      | Wolfgang Loitzl                                       |
| 2006 | Stams                                              | Thomas Morgenstern                                    | Wolfgang Loitzl                                       | Andreas Kofler                                        |
| 2007 | Ramsau                                             | Gregor Schlierenzauer                                 | Andreas Kofler                                        | Wolfgang Loitzl                                       |
| 2008 | Oberstdorf                                         | Wolfgang Loitzl                                       | Andreas Kofler                                        | Thomas Morgenstern                                    |
| 2009 | Villach                                            | Gregor Schlierenzauer                                 | Markus Eggenhofer                                     | Thomas Morgenstern                                    |
| 2010 | Stams                                              | Gregor Schlierenzauer                                 | Andreas Kofler                                        | Thomas Morgenstern                                    |
| 2011 | Hinzenbach                                         | Gregor Schlierenzauer                                 | Wolfgang Loitzl                                       | Thomas Morgenstern                                    |
| 2012 | Ramsau                                             | Wettbewerb wegen plötzlichen Wintereinbruchs abgesagt | Wettbewerb wegen plötzlichen Wintereinbruchs abgesagt | Wettbewerb wegen plötzlichen Wintereinbruchs abgesagt |
| 2013 | Villach                                            | Manuel Fettner                                        | Thomas Morgenstern                                    | Andreas Kofler                                        |
| 2014 | Stams                                              | Andreas Kofler                                        | Michael Hayböck                                       | Manuel Fettner                                        |
| 2015 | Tschagguns                                         | Michael Hayböck                                       | Stefan Kraft                                          | Clemens Aigner                                        |
| 2016 | Villach                                            | Stefan Kraft                                          | Michael Hayböck                                       | Manuel Fettner                                        |
| 2017 | Eisenerz                                           | Manuel Fettner                                        | Stefan Kraft                                          | Andreas Kofler                                        |
| 2018 | Villach                                            | Michael Hayböck                                       | Stefan Kraft                                          | Manuel Fettner                                        |
| 2019 | Hinzenbach                                         | Michael Hayböck                                       | Daniel Huber                                          | Clemens Aigner                                        |
| 2020 | Tschagguns                                         | Michael Hayböck                                       | Jan Hörl                                              | Gregor Schlierenzauer                                 |
| 2021 | Eisenerz                                           | Gregor Schlierenzauer                                 | Markus Schiffner                                      | Jan Hörl                                              |
| 2022 | Stams                                              | Daniel Huber                                          | Jan Hörl                                              | Markus Schiffner                                      |
| 2023 | Ramsau                                             | Stefan Kraft                                          | Manuel Fettner                                        | Daniel Tschofenig                                     |
| 2024 | Hinzenbach                                         | Daniel Tschofenig                                     | Manuel Fettner                                        | Stefan Kraft                                          |

#### Großschanze
| Jahr | Austragungsort               | Meister                                  | Vize                                     | Dritter                                  |
| ---- | ---------------------------- | ---------------------------------------- | ---------------------------------------- | ---------------------------------------- |
| 1978 | Murau                        | Claus Tuchscherer                        | Karl Schnabl                             | Alois Lipburger                          |
| 1979 | Murau                        | Claus Tuchscherer                        | Willi Pürstl                             | Hans Millonig                            |
| 1980 | Villach (K 90)               | Hubert Neuper                            | Armin Kogler                             | Hans Wallner                             |
| 1981 | Bad Goisern (K 90)           | Armin Kogler                             | Hubert Neuper                            | Hans Wallner                             |
| 1982 | Absam (K 90)                 | Alfred Groyer                            | Armin Kogler                             | Hans Wallner                             |
| 1983 | Admont-Hall                  | Hans Wallner                             | Hubert Neuper                            | Armin Kogler                             |
| 1984 | Feldkirchen (K 90)           | Manfred Steiner                          | Ernst Vettori                            | Hubert Neuper Adolf Hirner               |
| 1985 | Schwarzach/St. Veit (K 90)   | Ernst Vettori                            | Raimund Resch                            | Bernhard Zauner                          |
| 1986 | Breitenwang (K 90)           | Ernst Vettori                            | Raimund Resch                            | Andreas Felder                           |
| 1987 | Saalfelden (K 90)            | Andreas Felder                           | Ernst Vettori                            | Franz Neuländtner                        |
| 1988 | Murau (K 90)                 | Günther Stranner                         | Klaus Sulzenbacher                       | Paul Erat                                |
| 1989 | Kein Wettbewerb ausgetragen. | Kein Wettbewerb ausgetragen.             | Kein Wettbewerb ausgetragen.             | Kein Wettbewerb ausgetragen.             |
| 1990 | Kleinwalsertal (K 90)        | Werner Haim                              | Andreas Rauschmeier                      | Ernst Vettori                            |
| 1991 | ? (K 90)                     | Stefan Horngacher                        | Andreas Rauschmeier                      | Franz Neuländtner                        |
| 1992 | Bischofshofen                | Heinz Kuttin                             | Andreas Felder                           | Ernst Vettori                            |
| 1993 | Stams                        | Werner Rathmayr                          | Andreas Goldberger                       | Christian Moser                          |
| 1994 | Murau                        | Andreas Goldberger                       | Christian Moser                          | Heinz Kuttin                             |
| 1995 | Stams                        | Andreas Goldberger                       | Martin Höllwarth                         | Christian Reinthaler                     |
| 1996 | Bischofshofen                | Martin Höllwarth                         | Matthias Wallner                         | Werner Rathmayr                          |
| 1997 | Stams                        | Martin Höllwarth                         | Andreas Widhölzl                         |                                          |
| 1998 | Murau                        | Andreas Widhölzl                         | Martin Höllwarth                         | Mario Stecher                            |
| 1999 | Stams                        | Andreas Widhölzl                         | Andreas Goldberger                       | Wolfgang Loitzl                          |
| 2000 | Kein Wettbewerb ausgetragen. | Kein Wettbewerb ausgetragen.             | Kein Wettbewerb ausgetragen.             | Kein Wettbewerb ausgetragen.             |
| 2001 | Stams                        | Martin Koch                              | Andreas Widhölzl                         | Wolfgang Loitzl                          |
| 2002 | Stams                        | Andreas Widhölzl                         | Martin Höllwarth                         | Andreas Goldberger                       |
| 2003 | Villach                      | Martin Höllwarth                         | Stefan Thurnbichler                      | Andreas Goldberger                       |
| 2004 | Innsbruck                    | Martin Höllwarth                         | Christian Nagiller                       | Thomas Morgenstern                       |
| 2005 | Bischofshofen                | Florian Liegl                            | Andreas Kofler                           | Andreas Widhölzl                         |
| 2006 | Innsbruck                    | Thomas Morgenstern                       | Wolfgang Loitzl                          | Andreas Kofler                           |
| 2007 | Bischofshofen                | Gregor Schlierenzauer                    | Andreas Widhölzl                         | Wolfgang Loitzl                          |
| 2008 | Oberstdorf                   | Gregor Schlierenzauer                    | Andreas Kofler                           | Wolfgang Loitzl                          |
| 2009 | Bischofshofen                | Gregor Schlierenzauer                    | Martin Koch                              | Andreas Kofler                           |
| 2010 | Innsbruck                    | Gregor Schlierenzauer                    | Thomas Morgenstern                       | Andreas Kofler                           |
| 2011 | Bischofshofen                | Thomas Morgenstern                       | Michael Hayböck                          | Manuel Fettner                           |
| 2012 | Bischofshofen                | Gregor Schlierenzauer                    | Thomas Morgenstern                       | Manuel Fettner                           |
| 2013 | Bischofshofen                | Wolfgang Loitzl                          | Gregor Schlierenzauer                    | Thomas Morgenstern                       |
| 2014 | Innsbruck                    | Andreas Kofler                           | Gregor Schlierenzauer                    | Michael Hayböck                          |
| 2015 | Innsbruck                    | Stefan Kraft                             | Michael Hayböck                          | Andreas Kofler                           |
| 2016 | Bischofshofen                | Michael Hayböck                          | Stefan Kraft                             | Andreas Kofler                           |
| 2017 | Bischofshofen                | Manuel Fettner                           | Stefan Kraft                             | Michael Hayböck                          |
| 2018 | Bischofshofen                | Michael Hayböck                          | Gregor Schlierenzauer                    | Stefan Kraft                             |
| 2019 | Bischofshofen                | Daniel Huber                             | Michael Hayböck                          | Philipp Aschenwald                       |
| 2020 | Innsbruck                    | Wettbewerb wegen starken Windes abgesagt | Wettbewerb wegen starken Windes abgesagt | Wettbewerb wegen starken Windes abgesagt |
| 2021 | Bischofshofen                | Philipp Aschenwald                       | Michael Hayböck                          | Thomas Lackner                           |
| 2022 | Innsbruck                    | Daniel Huber                             | Jan Hörl                                 | Stefan Kraft                             |
| 2023 | Bischofshofen                | Manuel Fettner                           | Daniel Tschofenig                        | Michael Hayböck                          |
| 2024 | Bischofshofen                | Daniel Tschofenig                        | Stefan Kraft                             | Manuel Fettner                           |

#### Mannschaft Normalschanze
| Jahr      | Austragungsort                              | Meister                                                                              | Vize                                                                               | Dritter                                                                              |
| --------- | ------------------------------------------- | ------------------------------------------------------------------------------------ | ---------------------------------------------------------------------------------- | ------------------------------------------------------------------------------------ |
| 2011      | Hinzenbach                                  | Tirol I Andreas Kofler Manuel Poppinger Manuel Fettner Gregor Schlierenzauer         | Oberösterreich I Michael Hayböck Markus Schiffner David Unterberger Stefan Hayböck | Oberösterreich II Thomas Diethart David Fallmann Johannes Obermayr Daniel Lackner    |
| 2012      | Ramsau                                      | Steiermark Florian Schabereiter Wolfgang Loitzl Elias Pfannenstill David Zauner      | Tirol Manuel Fettner Andreas Strolz Manuel Poppinger Gregor Schlierenzauer         | Oberösterreich Johannes Obermayr Markus Schiffner David Unterberger Michael Hayböck  |
| 2013      | Villach                                     | Oberösterreich I Markus Schiffner Thomas Diethart Stefan Hayböck Michael Hayböck     | Tirol II Elias Tollinger Philipp Aschenwald Christoph Stauder Andreas Strolz       | Tirol III Manuel Fettner Clemens Aigner Thomas Lackner Andreas Kofler                |
| 2014      | kein Mannschaftswettbewerb ausgetragen      | kein Mannschaftswettbewerb ausgetragen                                               | kein Mannschaftswettbewerb ausgetragen                                             | kein Mannschaftswettbewerb ausgetragen                                               |
| 2015      | kein Mannschaftswettbewerb ausgetragen      | kein Mannschaftswettbewerb ausgetragen                                               | kein Mannschaftswettbewerb ausgetragen                                             | kein Mannschaftswettbewerb ausgetragen                                               |
| 2016      | Villach                                     | Oberösterreich I Markus Schiffner Maximilian Steiner Thomas Diethart Michael Hayböck | Tirol I Gregor Schlierenzauer Clemens Aigner Manuel Fettner Andreas Kofler         | Salzburg I Florian Altenburger Janni Reisenauer Stefan Huber Stefan Kraft            |
| 2017      | Eisenerz                                    | Tirol I Andreas Kofler Elias Tollinger Clemens Aigner Manuel Fettner                 | Salzburg I Daniel Huber Janni Reisenauer Florian Altenburger Stefan Kraft          | Oberösterreich I Thomas Diethart Maximilian Steiner Markus Schiffner Michael Hayböck |
| seit 2018 | kein Mannschaftswettbewerb mehr ausgetragen | kein Mannschaftswettbewerb mehr ausgetragen                                          | kein Mannschaftswettbewerb mehr ausgetragen                                        | kein Mannschaftswettbewerb mehr ausgetragen                                          |

### Damen

#### Normalschanze
| Jahr | Austragungsort                                  | Meister                                               | Vize                                                  | Dritter                                               |
| ---- | ----------------------------------------------- | ----------------------------------------------------- | ----------------------------------------------------- | ----------------------------------------------------- |
| 2000 | Villach                                         | Daniela Iraschko                                      | Eva Ganster                                           |                                                       |
| 2001 | Villach                                         | Daniela Iraschko                                      | Eva Ganster                                           | Sandra Kaiser                                         |
| 2002 | Ramsau                                          | Daniela Iraschko Eva Ganster                          |                                                       | Katrin Stefaner                                       |
| 2003 | Villach                                         | Eva Ganster                                           | Daniela Iraschko                                      | Katrin Stefaner                                       |
| 2004 | Ramsau                                          | Daniela Iraschko                                      | Magdalena Kubli                                       | Katrin Stefaner                                       |
| 2005 | Villach                                         | Daniela Iraschko                                      | Eva Ganster                                           | Tanja Drage                                           |
| 2006 | Kein Wettbewerb in der Damenklasse ausgetragen. | Kein Wettbewerb in der Damenklasse ausgetragen.       | Kein Wettbewerb in der Damenklasse ausgetragen.       | Kein Wettbewerb in der Damenklasse ausgetragen.       |
| 2007 | Ramsau                                          | Daniela Iraschko                                      | Jacqueline Seifriedsberger                            | Tanja Drage                                           |
| 2008 | Oberstdorf                                      | Jacqueline Seifriedsberger                            | Tanja Drage                                           | Esther Steindl                                        |
| 2009 | Villach                                         | Daniela Iraschko                                      | Jacqueline Seifriedsberger                            | Katharina Keil                                        |
| 2010 | Stams                                           | Daniela Iraschko                                      | Jacqueline Seifriedsberger                            | Katharina Keil                                        |
| 2011 | Hinzenbach                                      | Daniela Iraschko                                      | Jacqueline Seifriedsberger                            | Katharina Keil                                        |
| 2012 | Ramsau                                          | Wettbewerb wegen plötzlichen Wintereinbruchs abgesagt | Wettbewerb wegen plötzlichen Wintereinbruchs abgesagt | Wettbewerb wegen plötzlichen Wintereinbruchs abgesagt |
| 2013 | Villach                                         | Daniela Iraschko                                      | Jacqueline Seifriedsberger                            | Katharina Keil                                        |
| 2014 | Stams                                           | Daniela Iraschko                                      | Jacqueline Seifriedsberger                            | Elisabeth Raudaschl                                   |
| 2015 | Tschagguns                                      | Daniela Iraschko-Stolz                                | Chiara Hölzl                                          | Jacqueline Seifriedsberger                            |
| 2016 | Villach                                         | Chiara Hölzl                                          | Jacqueline Seifriedsberger                            | Eva Pinkelnig                                         |
| 2017 | Eisenerz                                        | Jacqueline Seifriedsberger                            | Elisabeth Raudaschl                                   | Julia Huber                                           |
| 2018 | Villach                                         | Chiara Hölzl                                          | Jacqueline Seifriedsberger                            | Elisabeth Raudaschl                                   |
| 2019 | Hinzenbach                                      | Eva Pinkelnig                                         | Daniela Iraschko-Stolz                                | Jacqueline Seifriedsberger                            |
| 2020 | Tschagguns                                      | Eva Pinkelnig                                         | Chiara Hölzl                                          | Marita Kramer                                         |
| 2021 | Eisenerz                                        | Daniela Iraschko-Stolz                                | Eva Pinkelnig                                         | Sophie Sorschag                                       |
| 2022 | Stams                                           | Daniela Iraschko-Stolz                                | Eva Pinkelnig                                         | Sophie Sorschag                                       |
| 2023 | Ramsau                                          | Eva Pinkelnig                                         | Marita Kramer                                         | Chiara Kreuzer                                        |
| 2024 | Hinzenbach                                      | Jacqueline Seifriedsberger                            | Marita Kramer                                         | Lisa Eder                                             |

#### Großschanze
| Jahr | Austragungsort | Meister                                  | Vize                                     | Dritter                                  |
| ---- | -------------- | ---------------------------------------- | ---------------------------------------- | ---------------------------------------- |
| 2001 | Stams          | Daniela Iraschko                         | Eva Ganster                              | Magdalena Kubli                          |
| 2002 | Stams          | Daniela Iraschko                         | Eva Ganster                              | Magdalena Kubli                          |
| 2019 | Bischofshofen  | Eva Pinkelnig                            | Daniela Iraschko-Stolz                   | Chiara Hölzl                             |
| 2020 | Innsbruck      | Wettbewerb wegen starken Windes abgesagt | Wettbewerb wegen starken Windes abgesagt | Wettbewerb wegen starken Windes abgesagt |
| 2021 | Bischofshofen  | Chiara Hölzl                             | Daniela Iraschko-Stolz                   | Eva Pinkelnig                            |
| 2022 | Innsbruck      | Eva Pinkelnig                            | Daniela Iraschko-Stolz                   | Sophie Sorschag                          |
| 2023 | Bischofshofen  | Eva Pinkelnig                            | Chiara Kreuzer                           | Marita Kramer                            |
| 2024 | Bischofshofen  | Eva Pinkelnig                            | Marita Kramer                            | Chiara Kreuzer                           |